# Jean Trillo
Pas d'image ? Cliquez ici

a Compétitions nationales et continentales officielles uniquement.

b Matchs officiels uniquement.
Jean Trillo, né le 27 octobre 1944 à Condom, est un joueur et entraîneur français de rugby à XV ayant occupé le poste de trois-quarts centre en équipe de France (souvent associé à Jo Maso) et dans ses clubs du SA Condom et du CA Bègles-Bordeaux.

## Biographie
Jean Trillo exerce le métier de professeur d'éducation physique et sportive. Il joue en club avec la SA Condom, alors en deuxième division puis rejoint
le CA Bègles-Bordeaux alors qu'il est étudiant à Bordeaux.
Avec Bègles, il est champion de France en 1969 après avoir été finaliste en 1967. Il marque l'unique essai des Bordelais sur une interception lors de la finale de 1969 remportée 11-9 contre le Stade toulousain. Il obtient sa première sélection en équipe de France le 29 juillet 1967 contre l'équipe d'Afrique du Sud.
Du fait de sa parfaite maîtrise technique du jeu, il est le coentraîneur de l'équipe de France en 1991 aux côtés de Daniel Dubroca durant la coupe du monde. En 2005, il rédige l'ouvrage On refait le sport : Ou Essai de transformations avec son fils François Trillo et Didier Lamaison. Il est le père de François Trillo, journaliste sportif et de Philippe Trillo, joueur de l'Union Bordeaux Bègles et du Stade toulousain.
Le 24 juin 2013, il reçoit la Légion d'honneur à Bordeaux.

## Palmarès

### En club
- Championnat de France de première division :
  - Champion (1) : 1969 (il marque le seul essai de son équipe)
  - Vice-champion (1) : 1967

### En équipe nationale
- Vainqueur du Tournoi des Cinq Nations en 1968 (Grand chelem) et 1970 (ex æquo avec le pays de Galles)

## Statistiques en équipe nationale
- 28 sélections (dont 1 en tant que capitaine)
- 19 points (6 essais)
- sélections par année : 4 en 1967, 6 en 1968, 4 en 1969, 2 en 1970, 6 en 1971, 4 en 1972, 2 en 1973
- Tournoi des Cinq Nations disputés : 1968, 1969, 1970, 1971, 1972 et 1973
- Tournées en Afrique du Sud en 1967 et 1971, en Nouvelle-Zélande en 1968 et en Australie en 1968 et 1972

## Décorations
- Chevalier de la Légion d'honneur (décret du 31 décembre 2012)[5]